# Шарк, Мухаммед Хасан
Мухаммед Хасан Шарк (пушту محمد حسن شرق‎; род. 17 июля 1925, уезд Анар Дара, провинция Фарах, Эмират Афганистан) — афганский государственный и политический деятель, с 26 мая 1988 по  20 февраля 1989 года премьер-министр Афганистана.

## Образование
По национальности — пуштун. Получил образование в сержантской (1940—1943) и медицинской (1943—1946)[где?] в Кабуле, окончил военный лицей Аскари в Кабуле (1947) и медицинский факультет Кабульского университета (1953). Был одним из видных деятелей оппозиционного студенческого движения, во время учёбы в университете исключался за политические взгляды, трижды находился в тюрьме. В этот период познакомился с другим молодым революционером, Бабраком Кармалем, будущим лидером Афганистана в первой половине 1980-х годов.

## Соратник Мохаммада Дауда
После получения высшего образования некоторое время работал врачом в Кабульском военном госпитале. В 1953—1963 — начальник личной канцелярии премьер-министра Мохаммада Дауда, после ухода которого в отставку занимался частной медицинской практикой в Кабуле и продолжал быть доверенным лицом Дауда.
В 1973 стал одним из активных участников государственного переворота, возглавлявшегося Даудом и приведшего к свержению монархии. Современный российский историк В. Г. Коргун, описывая государственный переворот 1973, отмечает, что Шарк тайно сотрудничал с Москвой.. В новом правительстве занял пост заместителя премьер-министра (с 1 августа 1973), был одним из ближайших соратников Дауда, выступал за сохранение связей режима с леворадикальными политическими силами из фракции «Парчам» Народно-демократической партии Афганистана, одним из лидеров которой был Бабрак Кармаль. С 27 сентября 1975 — первый заместитель премьер-министра.
В 1977 отправлен в отставку с поста члена правительства и назначен послом в Японии. Это событие было связано с отказом Дауда от сотрудничества с леворадикалами и его переходом на консервативные позиции, а также с дистанцированием Дауда от СССР.

## Деятельность при режиме НДПА
В мае 1978, после прихода к власти НДПА в результате так называемой Апрельской революции вернулся в Афганистан, но не получил никакого нового назначения, а, напротив, был арестован. Освобождён в 1980 году и назначен послом в Индии (январь 1980—1986).
Провозглашение руководством НДПА так называемой «политики национального примирения», направленной на достижение компромисса с умеренной частью оппозиции, сделало востребованной внутри страны фигуру беспартийного, но лояльного по отношению к СССР и НДПА Шарка. В начале 1987 он был назначен начальником управления по делам репатриантов, которое занималось проблемами возвращавшихся в страну беженцев. В 1987 он стал заместителем премьер-министра и председателем вновь образованного Государственного комитета по делам репатриантов.

### Премьер-министр
26 мая 1988 был назначен премьер-министром страны. В условиях вывода советских войск из Афганистана СССР рассчитывал на возможность создания просоветского правительства, которое было бы дистанцировано от НДПА. Из 30 министров его правительства 11 принадлежали НДПА (ключевый должности), из трёх его заместителей также был беспартийным, 1 — от НДПА, 1 — от Революционной организации трудящихся. Вооружённая оппозиция отказалась признавать легитимность правительства Шарка, а бывшие деятели режима короля Захир Шаха посчитали нового премьера слишком связанным с НДПА.
После вывода советских войск из страны правительство Шарка, продемонстрировавшее свою слабую эффективность, перестало быть востребованным. 21 февраля 1989 он был смещён с поста премьер-министра, а его правительство отправлено в отставку.

## Эмигрант
После захвата власти талибами покинул Афганистан и поселился в эмиграции в США. Автор двух книг о новейшей истории Афганистана, в том числе «Созидание и разрушение» (2005).